# Huhmarinen
Huhmarinen är en halvö i Finland. Den ligger i sjön Sivakkajärvi och i kommunen Kaavi i den ekonomiska regionen  Nordöstra Savolax ekonomiska region  och landskapet Norra Savolax, i den centrala delen av landet, 400 km nordost om huvudstaden Helsingfors.